# یان آیرونساید
یان آیرونساید (انگلیسی: Ian Ironside؛ زادهٔ ۸ مارس ۱۹۶۴) بازیکن فوتبال اهل بریتانیا است.
از باشگاه‌هایی که در آن بازی کرده است می‌توان به باشگاه فوتبال وورکساپ تاون، باشگاه فوتبال نورث فریبی یونایتد، باشگاه فوتبال میدلزبرو، باشگاه فوتبال استوک‌پورت کانتی، باشگاه فوتبال اولدهام اتلتیک، و باشگاه فوتبال بارنزلی اشاره کرد.